# Vincent Piolet
Vincent Piolet est un écrivain français spécialisé dans la musique hip-hop et un géopolitologue.

## Biographie
En 2015, Vincent Piolet sort le premier livre documentant la naissance du hip-hop en France, Regarde ta jeunesse dans les yeux. Naissance du hip-hop français 1980-1990, aux éditions Le Mot et le Reste. Il est préfacé par Dee Nasty et la seconde édition contient une postface du rappeur d'Assassin Solo. Le livre retrace toute la genèse de la première génération hip-hop en France dans les années 1980 jusqu'à la parution de la compilation rap Rapattitude en 1990. Se basant sur plus d'une centaine d’interviews et d'une recherche documentaire importante, le livre est salué par la presse musicale,, et généraliste.
En 2020, toujours aux éditions Le Mot et le Reste, il sort avec Pierre-Jean Cléraux une biographie sur le groupe de rap français Suprême NTM, retraçant la carrière musicale des rappeurs mais aussi de leur entourage, de leurs débuts dans la danse et le graffiti, jusqu'à leur intégration dans le label musical Epic Records, rendant ainsi compte du travail accompli en studio ou en amont de la scène.
En 2021, il travaille pour la Philharmonie de Paris pour la réalisation de l'exposition Hip Hop 360 - Gloire à l'art de rue du 17 décembre 2021 au 24 juillet 2022. Il est l'auteur des textes de l'expositionet écrit pour l'occasion aux éditions RMN le livre Hip Hop 360.
Également géopolitologue, Vincent Piolet est docteur en géopolitique de l'université Paris 8, chercheur associé à l'Institut français de géopolitique. Il publie plusieurs articles dans la presse généraliste et spécialisée comme dans la revue de géopolitique Hérodote. En 2015, il sort aux éditions Technip le livre Paradis fiscaux. Enjeux géopolitiques qui reçoit le prix du meilleur premier livre de géopolitique au Festival de géopolitique de Grenoble en 2016. Il publie en 2023 la bande-dessinée Géopolitique. Histoire et théories aux éditions Steinkis retraçant la géopolitique du XIXe siècle à nos jours,,. En 2024, il participe à la bande dessinée Captif des glaces écrite par Clément Baloup et illustrée par Hugo Stéphan sur l'aventure de l'expédition arctique de l'USS Jeannette, en écrivant la postface sur les enjeux géopolitique de l'Arctique.

### Hip-hop
- Hip-Hop 360, Paris, RMN, 2021, 196 p. (ISBN 978-2711878840). Une édition spéciale Hip-Hop 360 Collector  (ISBN 978-2711878857) tirée à 1000 exemplaires est aussi parue avec une couverture inédite réalisée par le graffeur Darco.
- NTM. Dans la fièvre du Suprême, Marseille, Le Mot et le Reste, 2020, 320 p. (ISBN 978-2-36139-652-7 et 2-36139-652-1), avec Pierre-Jean Cléraux.
- Regarde ta jeunesse dans les yeux. Naissance du hip-hop français 1980-1990  (préf. Dee Nasty, postface Solo), Marseille, Le Mot et le Reste, 2017 (1re éd. 2015), 362 p. (ISBN 978-2-36054-290-1)

### Géopolitique
- Géopolitique. Histoire et théories, Paris, Steinkis Éditions, 2023, 148 p. (ISBN 978-2368467329), avec Nicola Gobbi.
  - (ko) 단칼에 이해하는 만화 지정학 [« Géopolitique. Histoire et théories »]  (trad. du français par 이수진), Séoul, 주니어태학,‎ 2024, 112 p. (ISBN 979-1168103078)
- Paradis fiscaux. Enjeux géopolitiques  (préf. Béatrice Giblin, postface Jean-François Gayraud), Paris, Technip, 2019 (1re éd. 2015), 131 p. (ISBN 978-2710811862)